# Ann Grégory
 (janvier 2018).
Si vous disposez d'ouvrages ou d'articles de référence ou si vous connaissez des sites web de qualité traitant du thème abordé ici, merci de compléter l'article en donnant les références utiles à sa vérifiabilité et en les liant à la section « Notes et références ».
Ann Grégory, de son vrai nom Arlette Kotchounian, est une auteure-compositrice et photographe française née le 27 avril 1942. Elle s'est également fait appeler Arlette Avedian au début de sa carrière.

## Biographie
Étudiante en mathématiques, elle rencontre Eddy Louiss, qui est le meilleur ami de son frère Serge, passionné de jazz, du Club Saint-Germain à Paris. Elle composera des chansons pour Eddy Louis. Dans les années 1960, elle décide de composer ses propres chansons.
Elle a lu dans un journal que Françoise Hardy avait obtenu une audition en téléphonant à une maison de disques. Elle suit cet exemple et obtient une audition chez Pathé Marconi. Première audition ; Roger Van Hest veut l'engager. Mais ses parents ont peur qu'elle abandonne ses études et elle doit attendre sa majorité avant de signer un contrat.
En 1963, elle commence une petite carrière de chanteuse (qui durera jusqu'en 1965), sous le nom d'Arlette Avedian - contraction d'Avedissian - le nom de famille de sa mère, et enregistre un premier 45 tours Les gens vous disent / Tu ris de moi.
Quelque temps plus tard, Ann rencontre Léo Missir, directeur artistique de Riviera, du label Barclay, qui lui suggère de trouver un pseudonyme ce sera finalement Ann Grégory et sera publié un 45 tours à quatre titres avec "Il pleut sur la Place Saint Germain.
Les éditions Rudy Revil ont besoin d'une directrice artistique, Ann accepte le défi. C'est ainsi qu’elle entend pour la première fois le titre américain « Angelica ». Convaincue du succès potentiel de la chanson, elle recherche un interprète.
Léo Missir a signé Nicole Grisoni, la future Nicoletta. Cette dernière vient d'obtenir un succès d'estime avec son premier disque. Ann Grégory et son producteur cherchent des chansons pour en faire un second.
En 1967, Ann propose une inspiration de la chanson Angelica, puis décide d'adapter le texte en français, pour Nicoletta, La Musique est née et devient le tube de l'été 1967. Sur le même disque, Ann écrit également Pense à l'été. Ann Grégory écrit la version anglaise d'Il est mort le soleil, qui sera interprétée par Ray Charles et reprise par Tom Jones et Betty Carter. Elle écrit notamment pour Jean Guidoni, Claude François, Sacha Distel, Pierre Groscolas et Sandie Shaw. En 1973, elle écrit la chanson Sans toi, musique de Paul Koulak, pour Martine Clémenceau au Concours Eurovision de la chanson 1973.
Elle signe des chansons pour le film Jeff avec Alain Delon et Urgences avec Richard Berry.
Sans toi, musique de Paul Koulak avec ses paroles, est chanté par Martine Clémenceau et représente la France à l'Eurovision en 1973.
Elle organise un album sur le thème de l'Enfance, pour la Fondation pour l'enfance de Madame Giscard d'Estaing et Ray Charles enregistre A Childhood, version américaine de Une enfance, spécialement pour ce projet.
En parallèle, sous son vrai nom Arlette Kotchounian, elle s'exerce également dans la photographie pour les pochettes de disques de certains artistes : Claude Nougaro, Jacques Higelin, Ray Charles, Richard Galliano, Caetano Veloso, en illustration pour Libération, Match, SOS Racisme, El Globo, Unicef...
Elle participe à l'organisation d'événements avec l'inauguration du Parvis des Droits de l'Homme au Trocadéro, Van Gogh au Musée d'Orsay. Elle contribue au lancement de l'album du Bicentenaire de la Révolution pour Yvette Horner et celui de Richard Bohringer avec Errance. Et promeut des rencontres exceptionnelles : Richard Galliano et Didier Lockwood à Orléans, Ray Charles et un grand orchestre français à Marciac.
En 2000, La Musique est reprise comme thème de l'émission de télévision Star Academy et le titre est vendu à plus de deux millions d'exemplaires.
Ses photographies « musicales » sont exposées aux Rencontres internationales de Montpellier avec des textes de Claude Nougaro, au Festival de jazz de Nice avec « Figures », à Miami Basel et à Paris Photo.
Elle soutient activement la Sacem et a été membre de la Commission des comptes de 2006 à 2009, membre du Conseil de surveillance, ainsi que du Comité d'éthique de 2017 à 2019.
La chanson A Childhood chantée par Ray Charles est utilisée dans The Banker, premier film distribué par la plate forme Apple TV+ début 2020, avec Samuel Jackson et Anthony Mackie.